# مناحي (فلم سعودي)
مناحي هو فيلم كوميدي سعودي من بطولة الفنان السعودي فايز المالكي، ومن إخراج أيمن مكرم، أنتج الفيلم وعرض في 2008 في مدينتي جدة والطائف بعد 35 سنة من إلغاء دور السينما في السعودية. عرض الفيلم قبل عرضه في السعودية في جنيف، وباريس، وبعض الدول العربية ومنها مصر.

## الاعتراضات على الفيلم
وصف الرئيس السابق لهيئة الأمر بالمعروف والنهي عن المنكر في السعودية الشيخ إبراهيم الغيث السينما بأنها «شر مطلق» في تصريح عقب عرض الفيلم، وأكد أنه لم يؤخذ رأيه قبل عرضه، إلا أنه بعد يومين من هذا التصريح في 21 ديسمبر، 2008 صرح لبعض الصحف السعودية بأنه لا يمانع من عرض بعض الأفلام السينمائية إذا كانت تدعو إلى الخير.

## الشخصية
شخصية سعودية يقدمها فايز المالكي بقالب شعبي سعودي هذه الشخصية اشتهرت في بدايتها بالمسلسل التلفزيوني إخواني وأخواتي والذي شاركه البطولة الممثل السعودي محمد العيسى. بعد ذلك عادت شخصية مناحي للظهور في مسلسل بيني وبينك بجزئيه الاثنين وشاركه البطولة الممثل السعودي حسن عسيري.

## روابط خارجية
- مقالات تستعمل روابط فنية بلا صلة مع ويكي بيانات